# Noorwegen op het Eurovisiesongfestival 2006
Noorwegen nam deel aan het Eurovisiesongfestival 2006 in Athene (Griekenland). Het was de 45ste keer dat Noorwegen deelnam aan het Eurovisiesongfestival. NRK was verantwoordelijk voor de Noorse bijdrage voor de editie van 2006.

## Selectie procedure
Net zoals hun vorige deelname, koos men er weer voor om een nationale finale te organiseren.
Deze vond plaats in de Spektrum Arena in Oslo op 4 februari 2006 en werd gepresenteerd door Synnøve Svabø en Stian Barsnes Simonsen.
In totaal deden er acht artiesten mee aan deze finale en de winnaar werd gekozen door televoting .
Er waren 2 stemronden. In de eerste ronde werden de beste 4 liedjes geselecteerd waarna deze onderling uitmaakten wie naar Kiev mocht.
| Volgorde | Artiest                           | Lied                       | Punten | Plaats |
| -------- | --------------------------------- | -------------------------- | ------ | ------ |
| 1        | Trine Rein                        | Here For The Show          | -      | -      |
| 2        | Hans-Petter Moen & Kim Arne Hagen | I Hear Music               | 67223  | 2de    |
| 3        | Tor Endresen                      | Dreaming of a New Tomorrow | -      | -      |
| 4        | Queentastic                       | Absolutely Fabulous        | 61997  | 3de    |
| 5        | Birgitte Einarsen                 | Saturday                   | -      | -      |
| 6        | Christine Guldbrandsen            | Alvedansen                 | 77568  | 1ste   |
| 7        | Veronica Akselsen                 | Like A Wind                | -      | -      |
| 8        | Jorun Erdal and Geir Rönning      | Lost And Found             | 57905  | 4de    |

## In Athene
Door het goede resultaat in 2005, mocht men rechtstreeks aantreden in de finale.
In de finale moest men aantreden als 5de net na Letland en voor Spanje. Na de stemming bleek dat Noorwegen een gedeelde veertiende plaats had behaald met 36 punten. 
België en Nederland hadden geen punten over voor deze inzending.

### Gekregen punten

#### Finale
| 12 punten | 10 punten | 8 punten              | 7 punten               | 6 punten                                      |
| --------- | --------- | --------------------- | ---------------------- | --------------------------------------------- |
|           |           |                       | - Rusland              | - Letland                                     |
| 5 punten  | 4 punten  | 3 punten              | 2 punten               | 1 punt                                        |
| - Finland | - IJsland | - Moldavië - Oekraïne | - Griekenland - Zweden | - Armenië - Denemarken - Monaco - Wit-Rusland |

### Punten gegeven door Noorwegen

#### Halve Finale
Punten gegeven in de halve finale:
| 12 punten | Bosnië en Herzegovina |
| 10 punten | Zweden                |
| 8 punten  | Finland               |
| 7 punten  | IJsland               |
| 6 punten  | Ierland               |
| 5 punten  | Litouwen              |
| 4 punten  | Rusland               |
| 3 punten  | Albanië               |
| 2 punten  | Polen                 |
| 1 punt    | Turkije               |

#### Finale
Punten gegeven in de finale:
| 12 punten | Finland               |
| 10 punten | Zweden                |
| 8 punten  | Bosnië en Herzegovina |
| 7 punten  | Ierland               |
| 6 punten  | Denemarken            |
| 5 punten  | Litouwen              |
| 4 punten  | Roemenië              |
| 3 punten  | Rusland               |
| 2 punten  | Verenigd Koninkrijk   |
| 1 punt    | Duitsland             |

1960 · 1961 · 1962 · 1963 · 1964 · 1965 · 1966 · 1967 · 1968 · 1969 · 1970 · 1971 · 1972 · 1973 · 1974 · 1975 · 1976 · 1977 · 1978 · 1979 · 1980 · 1981 · 1982 · 1983 · 1984 · 1985 · 1986 · 1987 · 1988 · 1989 · 1990 · 1991 · 1992 · 1993 · 1994 · 1995 · 1996 · 1997 · 1998 · 1999 · 2000 · 2001 · 2002 · 2003 · 2004 · 2005 · 2006 · 2007 · 2008 · 2009 · 2010 · 2011 · 2012 · 2013 · 2014 · 2015 · 2016 · 2017 · 2018 · 2019 · 2020 · 2021 · 2022 · 2023 · 2024 · 2025